# 東京純心女子短期大学
東京純心女子短期大学（とうきょうじゅんしんじょしたんきだいがく、英語: Tokyo Junshin Women's Junior College）は、東京都八王子市滝山町2-600に本部を置いていた日本の私立大学である。1967年に設置され、1997年に廃止された。

## 概要

### 大学全体
- 東京都八王子市に所在した[2]日本の私立短期大学で、設置主体は学校法人東京純心女子学園[3]。
- 1967年に開学、その当時は芸術系2学科から始まり入学定員各50名となっていた[4][5]。後に学科を増設し3学科と専攻科2専攻体制となる。
- 1995年度の入学生を最後に[注釈 2]、1997年に短期大学としての使命を終える[8]。

### 建学の精神（校訓・理念・学是）
- 東京純心女子短期大学における建学の精神：「キリスト教の教えに従って、聖母マリアの愛と謙遜の生涯を理想とし、真理と美を探究すること」

### 教育および研究
- 東京純心女子短期大学に設けられていた学科としてまず美術科がある。こちらは、洋画・日本画・デザインを主に学ぶ内容のもので、デザインにおいては写真植字やオフセット印刷の実習も行われ、卒業制作が卒業の必須課題とされていた[9]。
- 音楽科では、教会の伝統的音楽であるグレゴリオ聖歌を正課とされていた[9]。
- 英語科では、英会話の向上に力をいれた教育を重視していた[9]。

### 学風および特色
- 東京純心女子短期大学はキリストの教えに従って聖母マリアの愛と謙遜の生涯を理想とし、真理と美を探求するところが同短大の精神となっていた。
- 1934年 長崎に創立された純心聖母修道会が母体となっている。

## 沿革
- 1963年
  - 5月28日 学校法人の設立が認可される[10]。
- 1967年
  - 1月23日 左記を以て文部省[注 2]より短期大学の設置が認可される[11]。
  - 4月1日 東京純心女子短期大学が以下の学科体制にて開学する。
    - 生活芸術科 入学定員50名
    - 音楽科 入学定員50名

  - 5月1日 学生数[12]/定員[13]
    - 生活芸術科 女68/50
    - 音楽科 女41/50
- 1971年
  - 1月11日 専攻科を以下の通り設置[14]。
    - 生活芸術専攻 入学定員20名
    - 音楽専攻 入学定員15名
- 1973年
  - 4月1日 生活芸術科を美術科に変更[14]。
  - 同 専攻科生活芸術専攻を美術専攻に改称[14]。
- 1989年
  - 4月1日 英語科[注 3]を増設[15]。
  - 5月1日 学生数[16]/定員
    - 音楽科 女110/100
    - 美術科 女142/100
    - 英語科 女100/100[17]
- 1995年
  - 4月1日 この度をもって学生募集を終了とする[注釈 2]。
  - 5月1日 学生数[18]/定員　
    - 美術科 女119/100
    - 音楽科 女83/100
    - 英語科 女155/200
- 1996年
  - 5月1日 学生数[19]/定員
    - 美術科 女53/50
    - 音楽科 女63/50
    - 英語科 女37/100
- 1997年
  - 5月30日 左記をもって正式に廃止[8]。

## 基礎データ

### 所在地
- 東京都八王子市滝山町2-600[注釈 1]

### 象徴
- 東京純心女子短期大学のカレッジマークは右記資料を参照[20]。

## 教育および研究

### 組織

#### 学科
- 美術科 入学定員50名
- 音楽科 入学定員50名
- 英語科 入学定員100名

#### 専攻科
- 美術専攻 入学定員20名
- 音楽専攻 入学定員15名

#### 別科
- なし

#### 取得資格について
- 中学校教諭二種免許状
  - 美術：美術科
  - 音楽：音楽科
  - 英語：英語科

### 研究
- 『東京純心女子短期大学紀要』[1]

## 大学関係者と組織

### 大学関係者一覧

#### 出身者
- 徳富かなえ：1979年美術科卒業。

## 施設

### 寮
- 学生寮あり[21]。、

## 対外関係

### 姉妹校
- 長崎純心大学短期大学部
- 鹿児島純心女子短期大学

### 系列校
- 東京純心女子中学校・高等学校